# Araspes

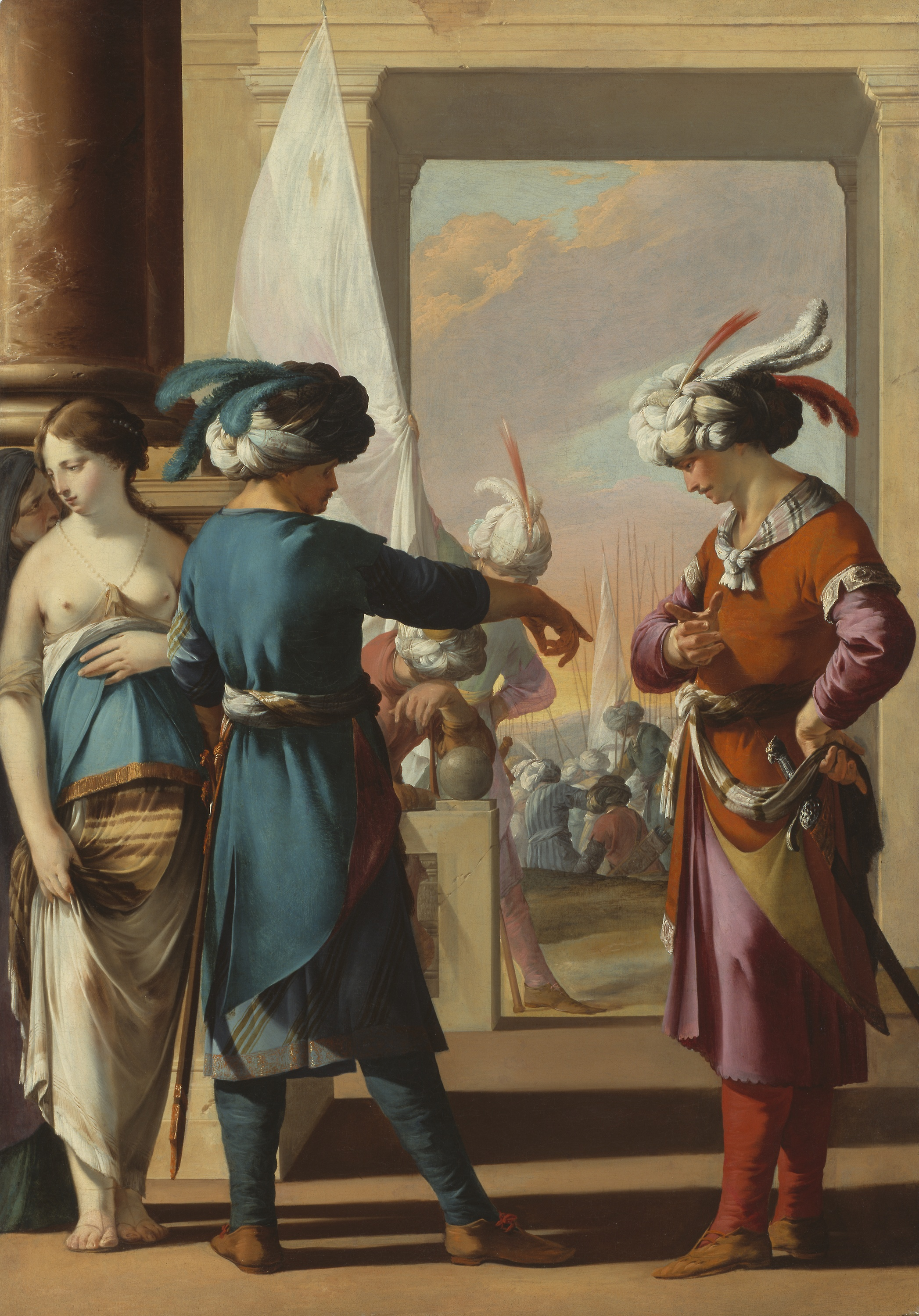
Panteia, Ciro, e Araspes, por Laurent de La Hyre

Araspes (em grego: Ἀράσπας) foi um nobre medo, um amigo fiel e confiável do rei persa Ciro, o Grande desde sua juventude.
Ele afirmou a Ciro que o amor não tem poder sobre ele, mas logo depois se refuta ao se apaixonar por Panteia, esposa do rei Abradato, quando ela foi confiada a ele. Ele é posteriormente enviado para Creso como um desertor, para inspecionar a condição do inimigo e, posteriormente, comanda a ala direita do exército de Ciro na batalha com Creso.